# Шандьё, Антуан
Антуан де Шандьё (фр. Antoine de Chandieu; 1534, замок Шабо (недалеко от Макона) — 23 февраля 1591, Женева) — французский протестантский теолог, поэт, дипломат.

## Биография
Сын дворянина барона Шандьё. Изучал право в Тулузе, после богословских курсов в Женеве в 1556 году был избран вторым пастором реформатской общины Парижа в 1556—1562 гг.
В ночь на 4 сентября 1557 г. на протестантское собрание было совершено нападение, и 140 человек были заключены в тюрьму. Шандьё опубликовал свой «Remonstrance au roi», потом «Apologie ou deffense des bons chrétiens contre les ennemis de l’Eglise catholique».
Вскоре после этого он был арестован, но выпущен благодаря вмешательству Антуана Бурбонского. После амбуазского заговора Екатерина Медичи два раза выражала желание говорить с Шандьё, чтобы узнать от него «истинную причину смут», но тот не отозвался на её призыв. Во время переговоров о мире в Амбуазе Шандьё, призванный Конде на совет, высказался против уступок.
После Варфоломеевской ночи (1582) Шандьё бежал в Швейцарию и жил сначала в Женеве, а затем в Лозанне и в Во, повсюду отстаивая и защищая дело своих соотечественников, многие из которых жили в Швейцарии.
В 1585 г. Генрих Наваррский призвал его во Францию. Во время религиозной войны 1585 года был полевым капелланом Генриха Наваррского. В 1589 г., исполнив несколько миссий у протестантских государей Германии, он возвратился в Женеву и вновь занял там кафедру еврейского языка.
Кроме полемических статей и апологетических записок, появлявшихся часто под псевдонимом, Шандьё написал: «Histoire des persécutions et martyrs de l’église de Paris depuis l’année 1557 jusqu’au temps du roi Charles IX» (Лион, 1563). В течение восьми лет вёл дискуссию с иезуитом Ф.Туррианом. Наиболее известное поэтическое произведение — сборник «Восьмистишия о суете и непостоянстве мира» (Les Octonaires de la vanité et inconstance du monde).
Богословские труды Шандьё были изданы его сыном, под заглавием: «Ant. Sadeelis Chandaei nobilissimi viri opera theologica» (Женева, 1592, 1593, 1599, 1615, 1620). Написал также трактат о правах принцев крови. Сохранилась обширная переписка со знаменитостями того времени.